# Institut national de la statistique, des études économiques et démographiques
L'Institut national de la statistique, des études économiques et démographiques, (INSEED), est le service officiel des statistiques du Tchad établi en 2000 dans sa forme actuelle. Ses activités s'organisent dans le cadre plus général du système statistique du Tchad. Créé par un décret présidentiel, l'INSEED est un établissement public, doté de la personnalité juridique et morale, jouissant de l’autonomie financière. Placé sous la tutelle du ministre chargé de la promotion économique et du développement, il est chargé de réaliser des activités statistiques d'intérêt général et d'assurer la coordination technique des activités du système statistique national.

## Mission
Selon son décret de création, l’INSEED a pour mission :
- la collecte, l’exploitation, l’analyse et la diffusion des informations statistiques d’intérêt national ;
- la coordination du système national de statistiques dans le cadre respectivement du secrétariat du Conseil supérieur de la statistique et de la présidence du comité des programmes statistiques ;
- la réalisation des opérations statistiques prévues dans le programme national de statistique ;
- l’étude sur demande de l’État, des institutions privées ou d’autres organismes des questions d’ordre économique, démographique, social et environnemental relevant du domaine statistique ;
- la gestion des principaux répertoires ou fichiers ;
- la centralisation, la collecte des statistiques provenant des autres services producteurs et en assurer la diffusion sous forme de synthèses ;
- la participation à la préparation de tout règlement administratif dans les domaines statistiques, économiques et démographiques.

## Organisation
En tant qu'établissement public, l'Institut comprend un Conseil d'administration et une Direction générale.

### Conseil d'administration
Le Conseil d’administration administre l'INSEED et sa composition est fixée par un décret pris en Conseil des ministres ; son Président est nommé par décret pris en Conseil des ministres sur proposition du ministre de tutelle

### Direction générale
L’INSEED est dirigé par un Directeur Général nommé par décret pris en Conseil des ministres sur proposition du Conseil d’administration. Le Directeur Général dirige, anime et coordonne les activités de l’INSEED. Il est secrétaire du Conseil supérieur de la statistique. La direction générale est composée des services dont organisation et le fonctionnement sont définis par arrêté ministériel.
- Direction Générale (DG)
  - le Secrétariat  du Directeur Général
  - les Antennes Régionales.
- Département de la Coordination et de la Diffusion (DCD)
  - La Division de la coordination (DC):
  - La Division de la Diffusion et des Relations avec le Public (DDRP)
- Département des Synthèses et Statistiques Économiques (DSSE)
  - La Division des Comptes Nationaux et Études Économiques (DCNEE)
  - La Division de la Conjoncture et des Prévisions Macro-économiques (DCPM)
  - La Division des Statistiques du Monde Rural et de Services (DSMRS)
- Département des Statistiques Socio-Démographiques, de Suivi des Conditions de Vie des Ménages et de la Pauvreté (DSSSCVPM)
  - La Division Cartographie Censitaire (DCC)
  - La Division des Enquêtes, Recensement et Études Démographiques (DERED)
  - La Division des Statistiques de Suivi des Conditions de Vie des Ménages et Pauvreté (DSSCVMP)
- Département des Affaires Administratives, Financières et Juridiques (DAAFJ)
  - La Division des Ressources Humaines (DRH):
  - La Division des Affaires Administratives (DAF)
  - La Division de matériels (DMAT)

## Histoire
En 1954 dans le cadre de l'organisation statistique de l’Afrique-Équatoriale française (AEF) qui disposait alors d'un Bureau Central de la Statistique, il est créé un Bureau de la Statistique au Tchad, au sein de la Direction de l'économie.
Après la dissolution de l'AEF en 1958, et trois ans après l'indépendance, courant 1963 le Bureau devient un Service de la statistique générale rattaché au Commissariat au Plan. Puis en 1968, ce service est regroupé  avec le service des comptes économiques et le service des enquêtes et recensements pour former la Direction de la statistique et de études économiques (DSEE).
En 1972, la DSEE voit son statut ramené à celui d'une sous-Direction de la statistique.
Mais en 1978, un décret présidentiel la rétablit comme Direction de la statistique, des études économiques et démographiques (DSEED). Ce statut de direction est progressivement renforcé et en 2000 elle est radicalement transformée en un institut qui prend le nom actuel d'Institut national de la statistique, des études économiques et démographiques.
| Date              | Ministère                                      | Ministre            |
| ----------------- | ---------------------------------------------- | ------------------- |
| 4 mars 2007       | de l’Économie, du Plan et de la Coopération    | Ousman Matar Brème  |
| 7 août 2005       | de l’Économie, du Plan et de la Coopération    | Mahamat Ali Hassan  |
| 2 février 2004    | du Plan, du Développement et de la Coopération | Mahamat Ali Hassan  |
| 13 juin 2002      | du Plan, du Développement et de la Coopération | Djimrangar Dadnadji |
| 14 août 2001      | de la Promotion Économique et du Développement | Mahamat Ali Hassan  |
| 14 septembre 2000 | de la Promotion Économique et du Développement | Ahmed Lamine Ali    |

| Nom                            | Période                  |
| ------------------------------ | ------------------------ |
| Ahmat Mahamat Bachir           | août 2003 - octobre 2003 |
| Nabia Kana                     | janvier 2002 - août 2003 |
| Gognin Gomdigué                | 1994 - décembre 2001     |
| Ngakoutou Roné Beyem           | 1989 - 1994              |
| Rimteta Ranguebaye             | 1985 - 1989              |
| Morbian Seth                   | 1983 - 1985              |
| Gata N'Goulou                  |                          |
| Nassour Guelengdouksia Ouaidou | 1974 - 1976              |